# Irena Kukutz

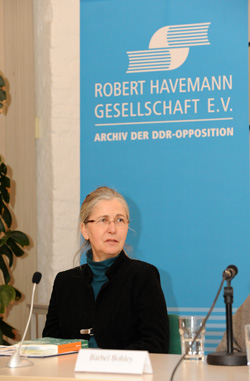
Irena Kukutz

Irena Kukutz (* 20. August 1950 in Parchau) ist eine deutsche Politikerin, Künstlerin und Publizistin.

## Leben
Sie absolvierte in der DDR eine Ausbildung als Betonfacharbeiter. Nach dem Abitur studierte sie von 1969 bis 1974 an der Kunsthochschule Berlin, arbeitete anschließend als freiberufliche Keramikerin. Gemeinsam mit Bärbel Bohley und Ulrike Poppe initiierte sie 1982 in Ost-Berlin das Netzwerk Frauen für den Frieden, wurde vorübergehend vom Ministerium für Staatssicherheit inhaftiert. Im Herbst 1989 beteiligte sie sich an der Vernetzung der Bürgerbewegung Neues Forum, vertrat diese am zentralen frauenpolitischen Runden Tisch.
Nach der Wiedervereinigung gehörte sie von 1991 bis 1995 als Abgeordnete der Gruppe „Neues Forum/Bürgerbewegung“ dem Berliner Abgeordnetenhaus an. Sie arbeitet als wissenschaftliche Mitarbeiterin in der Robert-Havemann-Gesellschaft und veröffentlichte mehrere Bücher zur Geschichte der DDR-Opposition.

## Werke
- Irena Kukutz, Katja Havemann:  Geschützte Quelle: Gespräche mit Monika H. alias Karin Lenz. Basisdruck Verlag, Berlin 1990, ISBN 3-86163-005-2.
- Tina Krone, Irena Kukutz, Henry Leide: Wenn wir unsere Akten lesen: Handbuch zum Umgang mit den Stasi-Akten. Basisdruck Verlag, Berlin 1992, ISBN 3-86163-030-3.
- Irena Kukutz: Neues Forum: Findbuch zum Archivbestand. Schriften der Robert-Havemann-Gesellschaft, Berlin 2005, ISBN 3-938857-00-5.
- Irena Kukutz, Bärbel Bohley: Chronik der Bürgerbewegung Neues Forum 1989–1990. Schriften der Robert-Havemann-Gesellschaft, Berlin 2009, ISBN 978-3-86163-065-4.
- Bärbel Bohley: Englisches Tagebuch 1988. Aus dem Nachlass hrsg. von Irena Kukutz. Mit einem Nachbericht von Klaus Wolfram. BasisDruck Verlag, Berlin 2011, ISBN 978-3-86163-143-9.[2]